# Chefci-Bah
Chefci-Bah (hebr. חפציבה; ang. Hefzi-Bah lub także Heftziba; pol. Moje upodobanie) – kibuc położony w Samorządzie Regionu Ha-Gilboa, w Dystrykcie Północnym, w Izraelu. Członek Ruchu Kibuców (Ha-Tenu’a ha-Kibbucit).

## Położenie
Kibuc Chefci-Bah jest położony na wysokości 80 do 40 metrów p.p.m. na południowym skraju Doliny Charod, na północy Izraela. Dolina Charod jest położona między Doliną Jezreel a Doliną Bet Sze’an w Dolnej Galilei. Teren opada w kierunku południowo-wschodnim do depresji Doliny Jordanu. Kibuc Chefci-Bah leży na samym skraju Doliny Charod, u podnóża Wzgórz Gilboa. Zbocza wzgórz stromo wznoszą się na południe od kibucu – najbliższymi są wzniesienia Har Barkan (497 m n.p.m.) i Har Gefet (318 m n.p.m.). Teren położony na północ i na wschód od kibucu jest płaski. Dnem Doliny Charod przepływa niewielka rzeka Charod, której wody są wykorzystywane do zasilania stawów hodowlanych. W otoczeniu kibucu Chefci-Bah znajdują się kibuce Bet Alfa, Bet ha-Szitta, Tel Josef i En Charod Me’uchad, oraz wsie komunalne Gidona i Gan Ner. W odległości 2,5 km na południowy zachód od kibucu, na Wzgórzach Gilboa przebiega mur bezpieczeństwa oddzielający terytorium Izraela od Autonomii Palestyńskiej. Po stronie palestyńskiej są wioski Faku’a i Arabbuna.
Chefci-Bah jest położony w Samorządzie Regionu Ha-Gilboa, w Poddystrykcie Jezreel, w Dystrykcie Północnym Izraela.

## Historia

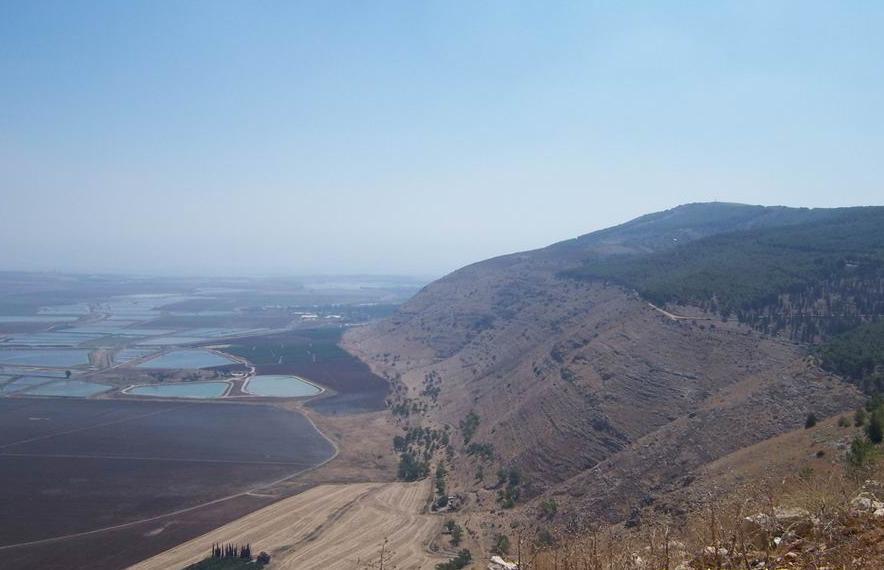
Widok kibucu położonego u podnóża Wzgórz Gilboa

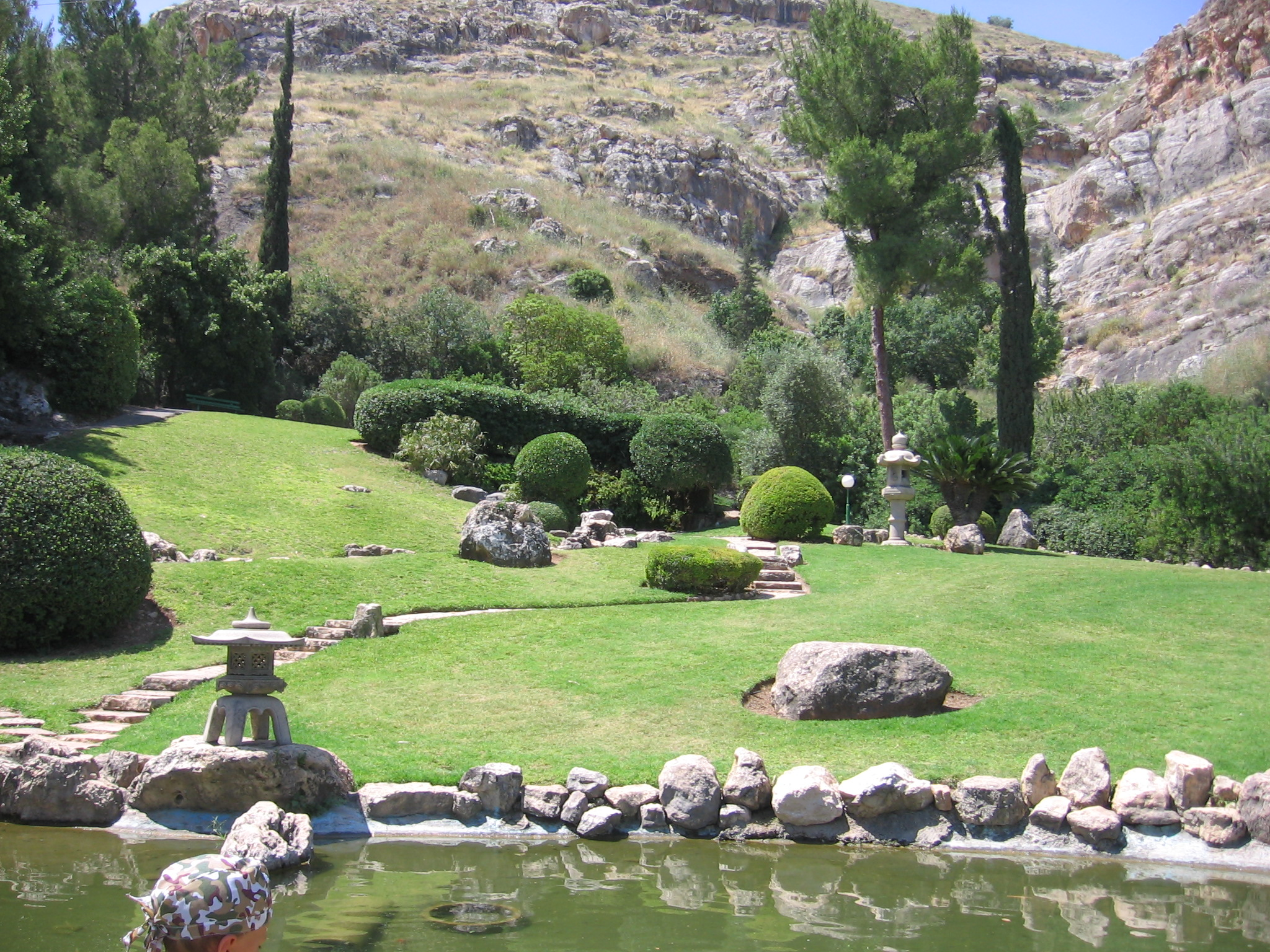
Japoński ogród w kibucu Chefci-Bah

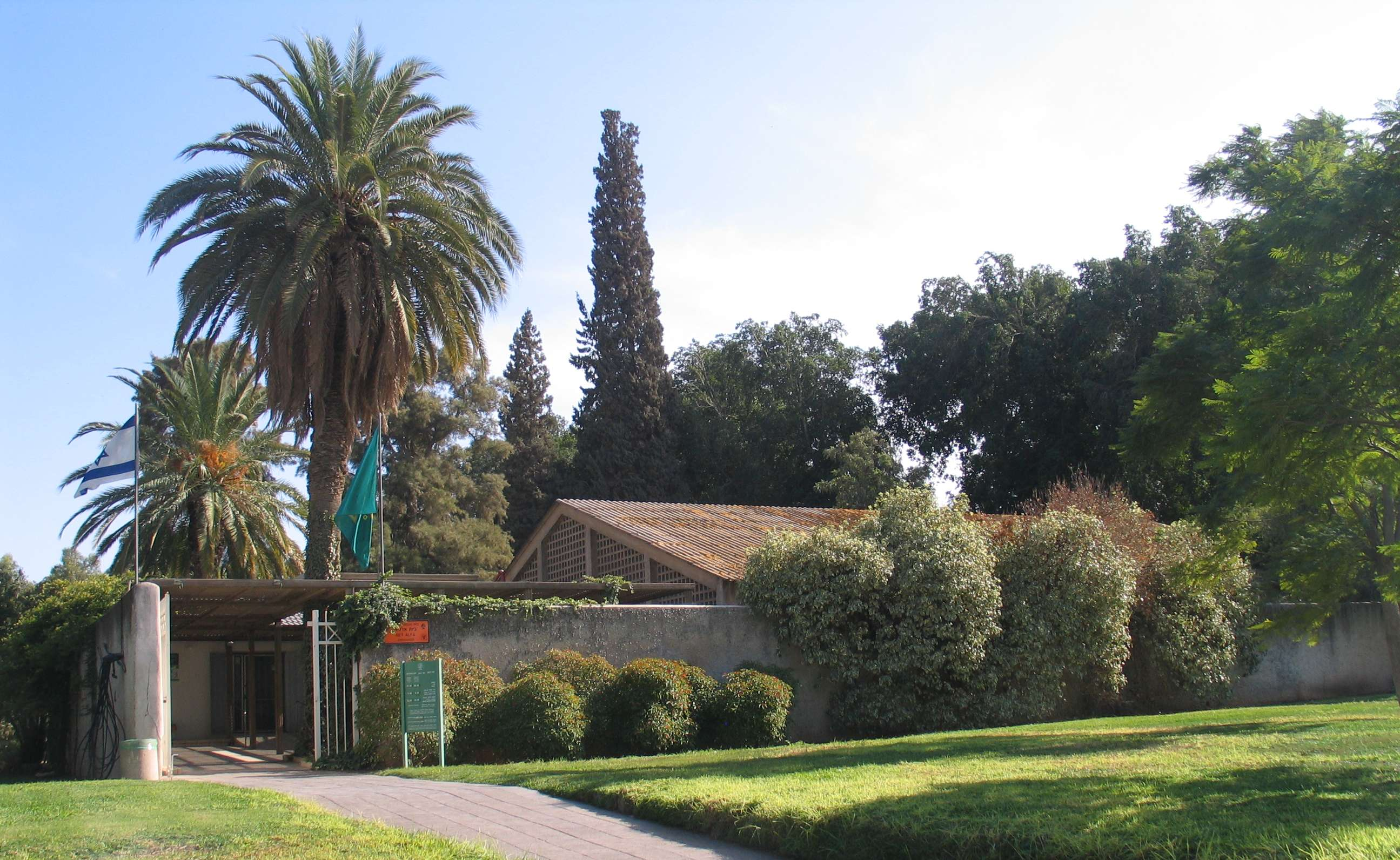
Park Narodowy Synagogi Bet Alfa

W VI wieku n.e. w miejscu tym znajdowała się żydowska osada, po której pozostała synagoga w Bet Alfa. Następnie umiejscowiła się tutaj arabska miejscowość Bet Ilfa, która z upływem czasu została porzucona. W późniejszych wiekach w okolicy tej znajdowała się arabska wieś As-Sachina. Po I wojnie światowej w 1918 roku cała Palestyna przeszła pod panowanie Brytyjczyków, który w 1921 roku utworzyli Brytyjski Mandat Palestyny. Umożliwiło to rozwój osadnictwa żydowskiego w Palestynie. W latach 20. XX wieku żydowskie organizacje syjonistyczne zaczęły wykupywać grunty w Dolinie Charod. W takich okolicznościach w 1922 roku został założony kibuc Chefci-Bah.
Grupa założycielska kibucu składała się z żydowskich imigrantów pochodzących z Niemiec i Czechosłowacji. Na ich czele stał filolog Mosze (Max) Schwabe, który w 1925 roku został wykładowcą na Uniwersytecie Hebrajskim w Jerozolimie. Grupa przeszła szkolenie rolnicze w gospodarstwie położonym przy kolonii Hadera. W 1922 roku przyjechali do Doliny Charod, gdzie pomagali w założeniu kibucu Bet Alfa. Krótko potem w jego sąsiedztwie założono kibuc Chefci-Bah. Jego nazwę zaczerpnięto z Biblii – oznacza „Moje [w niej] upodobanie” i wyraża miłość Boga do Ziemi Izraela. Początki funkcjonowania kibucu były niezwykle ciężkie. Pionierzy pracowali przy osuszaniu bagien, mieszkali w prowizorycznych namiotach, cierpieli z niedożywienia oraz chorowali na malarię roznoszoną przez komary. Pomimo to, osada rozwijała się i bardzo szybko zyskała rozgłos. Rozwojowi gospodarczemu sprzyjał dostęp do linii kolejowej Doliny, której najbliższa stacja znajdowała się przy pobliskim kibucu Bet ha-Szitta. W 1929 roku w pobliżu kibucu odkryto pozostałości synagogi z VI wieku. Odkrycie wiązało się z pracami archeologicznymi prowadzonymi w okolicy. Podczas arabskich zamieszek w 1929 roku i w kwietniu 1936 roku, gdy wybuchło arabskie powstanie w Palestynie, podpalono tutejsze pola. Brytyjczycy wybudowali wówczas na ruinach arabskiej wioski Szatta fort policji Fort Tegart Shata (obecnie więzienie Szitta). Zapewniło to ochronę sąsiednich osad żydowskich. W następnych latach w kibucu Chefci-Bah osiedlili się imigranci z Rumunii i ZSRR.
W poszukiwaniu skutecznego rozwiązania narastającego konfliktu izraelsko-arabskiego w dniu 29 listopada 1947 roku została przyjęta Rezolucja Zgromadzenia Ogólnego ONZ nr 181. Zakładała ona między innymi, że kibuc Chefci-Bah miał znaleźć się w granicach nowo utworzonego państwa żydowskiego. Arabowie odrzucili tę rezolucję i dzień później doprowadzili do wybuchu wojny domowej w Mandacie Palestyny. Od samego początku wojny okoliczne wioski były wykorzystywane przez arabskie milicje, które sparaliżowały żydowską komunikację w całym regionie. Z tego powodu siły żydowskiej Hagany zajęły i wysiedliły okoliczne wioski arabskie. W wyniku I wojny izraelsko-arabskiej (1948–1949) cała okolica znalazła się w państwie Izrael, co umożliwiło dalszy stabilny rozwój kibucu Chefci-Bah. Od 1948 roku w kibucu mieszkają członkowie japońskiej sekty chrześcijańskiej makojitów. Działają oni na rzecz narodu żydowskiego i państwa Izrael. W dniu 31 lipca 1986 roku w pobliżu kibucu doszło do zderzenia się autobusu z traktorem. W jego wyniku zginęło 9 chłopców i dziewcząt w wieku 15-17 lat, wszyscy członkowie kibucu. W latach 90. XX wieku kibuc znalazł się w trudnościach finansowych, które wymusiły przeprowadzenie procesu prywatyzacji. Zachowano kolektywną organizację instytucji kultury, edukacji i ochrony zdrowia.

## Demografia
Większość mieszkańców kibucu jest Żydami, jednak nie wszyscy identyfikują się z judaizmem. Tutejsza populacja jest świecka:

## Gospodarka i infrastruktura
Gospodarka kibucu opiera się na intensywnym rolnictwie, sadownictwie, hodowli drobiu i bydła mlecznego, oraz stawach hodowlanych ryb. Na północ od kibucu znajduje się pas startowy wykorzystywany przez samoloty rolnicze. Istniejąca od 1982 roku firma Mad-Takin Hydraulics produkuje różnorodne rozwiązania hydrauliczne dla potrzeb przemysłu i rolnictwa. W kibucu jest przychodnia zdrowia, sklep wielobranżowy, stacja benzynowa, stolarnia i warsztat mechaniczny.

## Transport
Z kibucu wyjeżdża się na północ na drogę nr 669, którą jadąc na południowy wschód dojeżdża się do skrzyżowania z drogą nr 6666 (prowadzi na Wzgórza Gilboa do kibucu Ma’ale Gilboa) i dalej do kibucu Nir Dawid, lub jadąc na północ dojeżdża się do skrzyżowania z drogą nr 71 przy kibucu Bet ha-Szitta. Lokalna droga prowadzi na wschód do kibucu Bet Alfa, lub na północny zachód do Zakładu Karnego Szata.

## Edukacja i kultura
Kibuc utrzymuje przedszkole. Starsze dzieci są dowożone do szkoły podstawowej w kibucu En Charod Ichud. W kibucu jest ośrodek kultury z biblioteką, basen kąpielowy, sala sportowa z siłownią, oraz boisko do piłki nożnej.

## Turystyka
Największą tutejszą atrakcją turystyczną jest synagoga Bet Alfa. W jej wnętrzu można podziwiać mozaikę podłogową przedstawiającą kalendarz hebrajski ze znakami zodiaku. Teren jest objęty ochroną jako Park Narodowy Synagogi Bet Alfa. Przy synagodze znajduje się ogród kaktusów. W południowej części sąsiedniego kibucu Bet Alfa znajduje się japoński ogród botaniczny, z którego wychodzi ścieżka turystyczna prowadząca na Wzgórza Gilboa. Stroma ścieżka prowadzi na szczyt góry Har Barkan (497 m n.p.m.). Żydowski Fundusz Narodowy wystawił na szczycie wieżę obserwacyjną, która służy do szybkiego wykrywania pożarów lasów w masywie Wzgórz Gilboa. U podnóża wieży znajduje się punkt widokowy z którego rozciąga się panorama na całą okolicę. Jest to ulubione miejsce uprawiania paralotniarstwa. Na szczycie Har Barkan jest położony Rezerwat przyrody Ha-Gilboa.